# Jeannette Piccard
Jeannette Ridlon Piccard, född 5 januari 1895 i Chicago, död 17 maj 1981 i Minneapolis, var en amerikansk ballongförare. Hon var den första kvinnan som nådde stratosfären. Året 1974 blev hon tillsammans med tio andra kvinnor präst för Episkopalkyrkan i USA.
Piccard var dotter till en ortopedisk kirurg och hade en tvillingsyster som dog under unga år. Familjen var medlem i episkopalkyrkan och Piccard framförde tidigt en önskan att hon vill bli präst. Detta var vid den tiden otänkbart för kvinnor. Hon besökte först en skola i hemstaden och senare Bryn Mawr College i Philadelphia. Skolans president M. Carey Thomas förklarade för Piccard att det kanske är möjligt att bli präst om hon studerar filosofi och psykologi. Året 1918 avlade hon kandidatexamen. Efteråt började hon studera organisk kemi vid University of Chicago och fick sin masterexamen 1919. Piccard träffade sin senare make Jean Piccard i universitetet. Han var tvillingbror till uppfinnaren Auguste Piccard och familjen sysslade med ballongfärder.
Paret bosatte sig i Schweiz och fick tre söner. Auguste Piccard och assistenten Paul Kipfer var 1931 de första människor som nådde stratosfären med en ballong. Jean Piccard slog rekordet med en ballongfärd till en höjd av 18 665 meter i samband med världsutställningen Century of Progress 1933. Jeannette Piccard och maken Jean gjorde en liknande färd 1934 till en höjd av 17 550 meter. Hon hade höjdrekordet för kvinnor fram till Valentina Teresjkovas rymdfärd 1963.
Efter makens död 1963 utförde Piccard olika uppdrag för NASA. Dessutom återvände hon till teologin. Året 1971 blev hon diakon för episkopalkyrkan. Trots kyrkans restriktiva lag blev hon 1974 tillsammans med tio andra kvinnor präst. Lagen som förbjöd kyrkliga ämbeten för kvinnor avskaffades två år senare. Piccard och de andra kvinnorna blev kända som Philadelphia Eleven.
Piccard dog den 17 maj 1981 och blev begravd vid Lake Vermilion i Minnesota.